# Kamala (catch)
Pour les articles homonymes, voir Harris et Kamala.
James Harris (né le 28 mai 1950 à Coldwater et mort le 9 août 2020 à Oxford (Mississippi)), plus connu sous le nom de ring de Kamala, est un catcheur (lutteur professionnel) américain.
Il commence sa carrière de catcheur dans le Michigan puis dans le Sud des États-Unis.

## Biographie

### Jeunesse
James Harris grandit à Coldwater dans le nord du Mississippi. Il travaille dans les champs de coton avec sa famille. En 1967, il se fait arrêter par la police et ses parents lui demandent de quitter la région. Il part en Floride où il ramasse des fruits avant d'aller dans le Michigan. Il y travaille comme chauffeur routier.

### Carrière de catcheur

#### Débuts
Alors qu'il ne trouve pas de travail dans le Michigan, James Harris fait la connaissance du catcheur Bobo Brazil. Brazil pense qu'Harris peut faire carrière et lui recommande de s'entraîner auprès de The Great Mephesto. Il commence sa carrière au Michigan sous le nom de Sugar Bear Harris.
James Harris quitte le Michigan et lutte d'abord dans le Sud des États-Unis avant de lutter au Mexique,. En 1980, il part en Grande-Bretagne où il se casse la cheville.

#### Premier passage à la World Wrestling Federation (1986-1987)
En 1986, Kamala rejoint la World Wrestling Federation, où il est managé par Kim Chee et King Curtis Iaukea. Dans sa course il rencontre Hulk Hogan, André the Giant, mais aussi Jake « The Snake » Roberts. Kamala équipe avec le Wild Samoan Sika. 

#### Second passage à la World Wrestling Federation (1992-1993)
Kamala revient au début des années 1990 avec Kim Chee, à ce moment il est aussi managé par Harvey Wippleman. Lors du Survivor Series 1992, il perd un match du cercueil avec the Undertaker, c'est le premier match avec cette stipulation à la WWF. Kamala quitte Harvey Wippleman et rejoint le Reverend Slick. Au milieu des années 1990, Kamala rejoint le clan de  Kevin Sullivan, Dungeon of Doom à la World Championship Wrestling, ils essaient de mettre un terme à la carrière de  Hulk Hogan. Kamala quitte cet fédération en octobre 1995.
EN 2003, Kamala rejoint la Juggalo Championship Wrestling (JCW) où, accompagné par Kim Chee, il bat Tom « The Scrub » Dub dans un match « le perdant quitte la JCW ».
James Harris participa à la « Gimmick Battle Royal » à WrestleMania X-Seven, et fut éliminé par le Sgt. Slaughter. Le 26 juillet 2004, Harris fait un retour surprise à la  World Wrestling Entertainment, en participant à RAW Diva Search. Kamala fit un retour le 11 août 2005 lors de WWE SmackDown!. Avec son manager Kim Chee, mais son match avec Randy Orton tourne court quand  The Undertaker envoie un message destiné à Orton. Kamala fait équipe avec Eugène à Taboo Tuesday, mais perd face à Jimmy Snuka.
Le 25 juin 2006 à Vengeance, il accompagne Eugene vers le ring avec Doink the Clown et Hacksaw Jim Duggan pour son match face à Umaga, Le 26 juin 2006 à Monday Night Raw, il le rencontre et perd le match.
Courant 2006, James Harris participe à plusieurs show de catch sur le circuit indépendant de la côte Est: en septembre 2006, il obtient un non-finish avec  Bryan Danielson dans un match pour le titre de Ring of Honor. La même année, il se lance dans la chanson et sort son premier album, The Best of Kamala Vol 1 sur son site officiel TheGiantKamala.com.
En février 2007, il fait équipe avec son fils Kamala Jr. et le catcheur Perry Bernard McClendon Jr. L'original Kamala Jr. est James Radford, qui a donné sa permission pour utiliser ce personnage.
En 2011, il s'est fait amputer du pied à cause d'hypertension dans la jambe et de diabète. Vers mars 2012, il se fait encore une fois amputer de la jambe droite. Il se retrouve alors amputé des deux membres inférieurs.
Le 5 août 2020, Harris a été testé positif au COVID-19 et a été hospitalisé. Il l'a probablement contracté lors de l'une de ses nombreuses visites hebdomadaires au centre de dialyse, a déclaré sa femme. En raison du COVID-19, il a commencé à souffrir de complications liées à son diabète. Il a ensuite fait un arrêt cardiaque le 9 août 2020, avant de mourir plus tard dans l'après-midi, à l'âge de 70 ans.

#### Passage à la World Championship Wrestling (1995)
Il fait ses débuts à la WCW le 20 juin 1995, lors de WCW Pro, où il fait équipe avec The TaskMaster pour battre Chris Kanyon et Eddie Jackie. Il bat John Taylor le même jour. Le 21 juin, lors d'un enregistrement d'un épisode de WCW Saturday Night, il remporte 3 combats ; un contre Tim Berger, un autre contre Steve Storm, et un dernier contre Chris Nelson. Le 26 juin, lui et The Shark battent Terry Morgan et Tom Torres. Le 27 juin, ils battent Los Especialistas (David Sierra & Ricky Santana). Le 11 juillet, lors d'un épisode de WCW Saturday Night, il bat Mike Legacy. Le 16 juillet, lors du PPV WCW Bash At The Beach 1995, il bat Jim Duggan. Le 26 juillet, lors de WCW Saturday Night, il bat Bob Starr. Le même jour, lui et The Shark battent Los Especialistas (David Sierra & Ricky Santana). Le 28 juillet, lors d'un House Show, lui et Jim Duggan perdent tous les deux par DDQ (Double Disqualification). Le 29 juillet, lors d'un autre House Show, lui et Jim Duggan perdent une nouvelle fois tous les deux pr Double Décompte extérieur. 

## Palmarès
- Continental Wrestling Association
  - AWA Southern Heavyweight Championship 1 fois

- Great Lakes Wrestling Association
  - GLWA Heavyweight Championship 1 fois

- NWA Tri-State
  - NWA Tri-State Tag Team Championship 1 fois avec Oki Shikima

- Pro Wrestling Illustrated
  - Classé 144e des 500 meilleurs catcheurs au PWI Years de 2003[6]

- Southeastern Championship Wrestling
  - NWA Southeastern Heavyweight Championship (Northern Division) 1 fois

- Southeastern Xtreme Wrestling
  - SXW Hardcore Championship 1 fois

- Texas All-Star Wrestling
  - TAS Six-Man Tag Team Championship 1 fois

- United States Wrestling Association
  - USWA Unified World Heavyweight Championship 4 fois[7]